# Baader-Meinhof-fenomeen
Het Baader-Meinhof-fenomeen (frequentie-illusie) is de illusie dat een woord, naam of ander object dat recent onder iemands aandacht kwam in de volgende periode plotseling voor lijkt te komen in een onwaarschijnlijk hoge frequentie. De naam duidt op de Baader-Meinhof-Groep, een historische terroristische organisatie in de Bondsrepubliek Duitsland. 
In 1994 meldde een commentator in een krant dat hij meende de naam Baader-Meinhof plotseling vaak te horen nadat hij hem voor het eerst tegenkwam. Hij herkende deze illusie als een meer voorkomend effect en noemde dit het Baader-Meinhof-fenomeen. Arnold Zwicky, taalkundige aan Stanford-universiteit, bedacht in 2006 de meer wetenschappelijke term frequentie-illusie.

## Voorbeelden
- Iemand koopt een bepaald merk jas en plotseling ziet hij overal jassen van dat merk (niet te verwarren met gerichte advertenties).
- De naam van een bepaald bedrijf wordt met enige nadruk genoemd, waarna de toehoorder steeds bedrijfswagens van dat bedrijf tegenkomt.
- Iemand start met rijlessen en ziet plotseling veel meer lesauto's in het straatbeeld.